# Téssalo (filho de Jasão)
Téssalo, na mitologia grega, é um filho de Jasão e Medeia, que se tornou rei de Iolco e deu origem ao nome Tessália para a região da Grécia onde ficava Iolco. 
Téssalo, nascido em Corinto, era o filho mais velho de Jasão e Medeia, tendo um irmão gêmeo Alcimenes e um irmão bem mais novo Tisandro. Jasão era filho de Esão, e este era irmão de Pélias, rei dos tessálios. Esão e Amphinome, além de Jasão, tinham outro filho, chamado Promachus; tanto Esão quando Promachus foram assassinados por Pélas, e Amphinome se suicidou pela espada. Medeia era filha de Eetes e Hécate.
Quando ele tinha aproximadamente dez anos de idade, escapou de ser morto pela sua mãe e continuou crescendo em Corinto. Ele se muda depois para Iolco, terra natal de Jasão, e se torna rei com a morte de Acasto, já que o direito de herança pertencia à sua família. Ele passa a chamar os seus súditos de tessalonicenses, em alusão ao seu nome.